# West End Girls
West End Girls is de eerste single van de Pet Shop Boys. Het was het eerste nummer dat Neil Tennant en Chris Lowe ooit op plaat uitbrachten. Het was bovendien hun eerste wereldwijde hit. Het is een synthpopnummer, met een vorm van rap. De tekst is gebaseerd op een gedicht van T.S. Eliot: The Waste Land.

## Achtergrond
West End Girls werd twee keer op single uitgebracht. De eerste versie van het nummer werd geproduceerd door Bobby Orlando en in april 1984 uitgebracht op verschillende labels in verschillende landen. Het werd geen groot succes, enkele uitschieters daargelaten. Zo wist deze versie in België de 17e positie te bereiken in de Vlaamse Radio 2 Top 30.
Na een tweede geflopte single (One More Chance) en ruzie over contracten brak het duo met Bobby Orlando, en tekenden zij een contract bij Parlophone. Na een wederom niet erg succesvolle single (Opportunities (Let's Make Lots of Money), die eveneens twee keer uitgebracht zou worden) werd West End Girls op 28 oktober 1985 als remix heruitgebracht. Het nummer werd voor deze gelegenheid opnieuw opgenomen met producent Stephen Hague. Het tempo werd verlaagd, er werd tekst toegevoegd en de discobeats van Orlando werden vervangen door een totaal ander achtergrond geluidsspoor. Het resultaat was een wereldwijde hit, met nummer 1-posities in thuisland het Verenigd Koninkrijk, Noorwegen, Nieuw-Zeeland en de Verenigde Staten.
In Nederland was de plaat op zondag 15 december 1985 de 102e Speciale Aanbieding bij de KRO op Radio 3 en werd een gigantische hit in de destijds twee landelijke hitijsten op de nationale publieke popzender met de vanaf zondag 1 december van dat jaar nieuwe schema's en herindeling van de publieke radiozenders en nieuwe zendernaam "Radio 3". 
De plaat bereikte de 3e positie in de Nederlandse Top 40 en de 4e positie in de Nationale Hitparade. In de Europese hitlijst op Radio 3, de TROS Europarade, werd de 3e positie bereikt.
In België bereikte de plaat de 3e positie in de Vlaamse Radio 2 Top 30 en de 6e positie in de voorloper van de  Vlaamse Ultratop 50. In Wallonië werd géén notering behaald.
Begin 1987 zou de plaat een Brit Award voor beste single ontvangen. In 2005 werd de plaat verkozen tot Song of the Decade between the years 1985 and 1994, door de British Academy of Composers and Songwriters.

## Eerste uitgave (1984)

### Achtergrond
Neil Tennant ontmoette Bobby Orlando in 1983, toen hij voor zijn toenmalige werkgever (muziektijdschrift Smash Hits) naar New York werd gestuurd om Sting te interviewen. Neil liet Orlando enkele demo's horen, waarop Orlando aanbood om nummers voor de Pet Shop Boys te produceren.
In 1984 nam het duo drie nummers op met Orlando, in Unique Studios in New York. Het betrof West End Girls, Opportunities (Let's Make Lots of Money) en One More Chance. Orlando speelde het grootste deel van de instrumenten in het nummer. Chris Lowe speelde een akkoord en de baslijn. Het nummer bevatte tevens een drum sample uit Billie Jean van Michael Jackson.
Van deze versie bestaat geen videoclip. Wel bestaan er talloze (remix)versies. De Europese rechten van de opnamen met Bobby Orlando werden gekocht door ZYX Music, een Duits platenlabel dat in de loop der jaren steeds weer nieuwe mixen heeft uitgebracht die weinig met de originele opnamen te maken hebben, en ook niet onder supervisie van de Pet Shop Boys zijn gemaakt.

### Tracks
Van West End Girls zijn de volgende officiële versies uitgebracht, waarbij de talloze ZYX-remixen buiten beschouwing zijn gelaten:
- West End Girls (7"-versie) - 4:14
- West End Girls (Nouvelle-versie) - 4:10
- West End Girls (extra lange mix) - 7:50

De volgende versies zijn van B-kant Pet Shop Boys verschenen:
- Pet Shop Boys - 3:59
- Pet Shop Boys (lange versie) - 5:10

## Heruitgave (1985)

### Achtergrond
De tweede versie van West End Girls werd samen met producent Stephen Hague volledig opnieuw opgenomen. Er werden enkele tekstuele aanpassingen aangebracht, en de muziek werd volledig opnieuw vormgegeven.

### Nummers
Van West End Girls zijn de volgende officiële versies uitgebracht:
- West End Girls (7"-mix) - 3:55
- West End Girls (albumversie) - 4:45
- West End Girls (dancemix) - 6:31
- West End Girls (discomix) - 9:04
- West End Girls (dubversie) - 9:31
- West End Girls (Shep Pettibone Mastermix) - 8:09
- West End Girls (10"-mix) - 7:05

De volgende versies zijn van B-kant A man could get arrested verschenen:
- A man could get arrested (7"-mix) - 4:50
- A man could get arrested (12"-mix) - 4:09
- A man could get arrested (remix) - 4:18
- A man could get arrested (extra lange mix) - 5:37

### Videoclip
De videoclip laat de Pet Shop Boys lopend door Londen zien. Aan het begin van het nummer zijn stadsgeluiden te horen. De videoclip werd geregisseerd door Andy Morahan en Eric Watson. In Nederland werd de videoclip destijds op televisie uitgezonden door de pop programma's AVRO's Toppop met AVRO Radio 3 dj Kas van Iersel, Countdown van Veronica met Veronica Radio 3 dj Adam Curry en TROS Popformule met destijds TROS Radio 3 dj Erik de Zwart.

### Uitgaven

#### 7 inch
Verschijningsdatum: 4 november 1985

Parlophone 006-200922-7
Tracks:
1. West End Girls - 3:55
2. A man could get arrested - 4:50

#### 10 inch
Verschijningsdatum: december 1985

Parlophone 10R 6115
Tracks:
1. West End Girls (10"-mix) - 7:05
2. A man could get arrested (remix) - 4:18

#### 12 inch
Verschijningsdatum: 4 november 1985

Parlophone 060-200923-6
Tracks:
1. West End Girls (dancemix) - 6:31
2. A man could get arrested (remix) - 4:18
3. West End Girls - 3:55

#### 12-inchremix
Verschijningsdatum: januari 1986

Parlophone 060-200998-6
Tracks:
1. West End Girls (Shep Pettibone Mastermix) - 8:09
2. West End Girls (dubversie) - 9:31
3. A man could get arrested (remix) - 4:18

## Hitnoteringen

### Nederlandse Top 40
| West End Girls in de Nederlandse Top 40 - binnen: week 1 1986 | West End Girls in de Nederlandse Top 40 - binnen: week 1 1986 | West End Girls in de Nederlandse Top 40 - binnen: week 1 1986 | West End Girls in de Nederlandse Top 40 - binnen: week 1 1986 | West End Girls in de Nederlandse Top 40 - binnen: week 1 1986 | West End Girls in de Nederlandse Top 40 - binnen: week 1 1986 | West End Girls in de Nederlandse Top 40 - binnen: week 1 1986 | West End Girls in de Nederlandse Top 40 - binnen: week 1 1986 | West End Girls in de Nederlandse Top 40 - binnen: week 1 1986 | West End Girls in de Nederlandse Top 40 - binnen: week 1 1986 | West End Girls in de Nederlandse Top 40 - binnen: week 1 1986 | West End Girls in de Nederlandse Top 40 - binnen: week 1 1986 | West End Girls in de Nederlandse Top 40 - binnen: week 1 1986 |
| Week                                                          | 1                                                             | 2                                                             | 3                                                             | 4                                                             | 5                                                             | 6                                                             | 7                                                             | 8                                                             | 9                                                             | 10                                                            | 11                                                            |                                                               |
| ------------------------------------------------------------- | ------------------------------------------------------------- | ------------------------------------------------------------- | ------------------------------------------------------------- | ------------------------------------------------------------- | ------------------------------------------------------------- | ------------------------------------------------------------- | ------------------------------------------------------------- | ------------------------------------------------------------- | ------------------------------------------------------------- | ------------------------------------------------------------- | ------------------------------------------------------------- | ------------------------------------------------------------- |
| Nummer                                                        | 35                                                            | 23                                                            | 12                                                            | 7                                                             | 4                                                             | 4                                                             | 3                                                             | 7                                                             | 8                                                             | 18                                                            | 35                                                            | uit                                                           |

### Nationale Hitparade
Hitnotering: 04-01-1986 t/m 15-03-1986. Hoogste notering: #4 (1 week).

### TROS Europarade
Hitnotering: 02-01-1986 t/m 26-04-1986. Hoogste notering: #3 (2 weken).

### NPO Radio 2 Top 2000
| Nummer met noteringen in de NPO Radio 2 Top 2000 | '00 | '01  | '02  | '03  | '04  | '05  | '06  | '07 | '08  | '09  | '10  | '11  | '12  | '13  | '14  | '15  | '16  | '17  | '18  | '19  | '20  | '21  | '22  | '23  | '24  |
| ------------------------------------------------ | --- | ---- | ---- | ---- | ---- | ---- | ---- | --- | ---- | ---- | ---- | ---- | ---- | ---- | ---- | ---- | ---- | ---- | ---- | ---- | ---- | ---- | ---- | ---- | ---- |
| West End Girls                                   | 933 | 1346 | 1023 | 1458 | 1486 | 1979 | 1801 | -   | 1852 | 1936 | 1864 | 1807 | 1764 | 1555 | 1402 | 1497 | 1333 | 1525 | 1795 | 1801 | 1893 | 1758 | 1662 | 1653 | 1501 |

1. ↑  Een '-' betekent dat het nummer niet was genoteerd en een vetgedrukt getal geeft de hoogste notering aan.
2. ↑  2000 was het eerste jaar met een notering voor dit nummer.

## Trivia
- De 10"-mix van West End Girls zou pas in 2009 op cd worden uitgebracht. Bij de Britse krant Mail on Sunday van 8 maart 2009 werd een gratis cd van de Pet Shop Boys meegeleverd met onder andere deze mix erop.
- West End Girls werd in 1993 gecoverd door East 17.
- De volgende officiële mixen van West End Girls verschenen in de loop der jaren op diverse andere Pet Shop Boys-singles:
  - 1993: West End Girls (Sasha-remix) - 7:45
  - 1993: West End Girls (Sasha-dub) - 8:16
  - 2004: West End Girls (DJ Hell-mix) - 8:39
- Op 12 augustus 2012 traden de Pet Shop Boys met het nummer West End Girls op tijdens de sluitingsceremonie van de Olympische Zomerspelen 2012 in Londen.